# Alicia Silverstone
Alicia Silverstone (IPA: əˈliːsiə ˈsɪlvərstoʊn) (San Francisco, Kalifornia, 1976. október 4. –) amerikai színésznő, modell. 
1993-ban debütált a Szerencsétlen baleset című thrillerben, majd tizenévesen az Aerosmith több videóklipjében feltűnt. A Spinédzserek (1995) című tinivígjáték és a Batman és Robin (1999) című szuperhősfilm tette igazán híressé. Egyéb filmjei közé tartozik a Segítség, elraboltam magam! (1997), a Csapás a múltból (1999), a Született bankrablók (2003), a 001 – Az első bevetés (2006), az  A nagy kiruccanás (2017) és a Téli menedék (2019).
A 2004-ben sugárzott, rövid életű Miss Match sorozatával Golden Globe-jelölést szerzett. vegánként és állatvédőként Silverstone a PETA aktivistája, 2009-ben pedig egy húsmentes életmódot népszerűsítő szakácskönyve is megjelent, The Kind Diet címmel. 

## Élete és pályafutása
A színésznő a kaliforniai San Franciscóban született, brit szülők, Deirdre "Didi" Silverstone, egykori skót Pan Am légiutas-kísérő és Monty Silverstone angol ingatlanügynök lányaként. Hillsborough-ban, Kaliforniában nőtt fel. Apja zsidó családba született, édesanyja pedig a házasság előtt áttért a konzervatív judaizmusra. Silverstone hat éves korában kezdett modellkedni, majd televíziós reklámokban is szerepet kapott, először a Domino's Pizza című filmben. A Crocker Middle Schoolba, majd a San Mateo High Schoolba járt.

## Filmográfia

### Film
| Év   | Magyar cím                                  | Eredeti cím                                   | Szerep                    | Magyar hang       |
| ---- | ------------------------------------------- | --------------------------------------------- | ------------------------- | ----------------- |
| 1993 | Szerencsétlen baleset                       | The Crush                                     | Adrian Forrester          | Hámori Eszter     |
| 1995 |                                             | Le Nouveau monde (New World)                  | Trudy Wadd                |                   |
| 1995 | Rejtekhely                                  | Hideaway                                      | Regina Harrison           | Szénási Kata      |
| 1995 | Spinédzserek                                | Clueless                                      | Cher Horowitz             | Somlai Edina      |
| 1995 | A babysitter                                | The Babysitter                                | Jennifer                  | Somlai Edina      |
| 1996 | Halálos tévedés                             | True Crime                                    | Mary Giordano             |                   |
| 1997 | Batman és Robin                             | Batman & Robin                                | Barbara Gordon / Batgirl  | Zakariás Éva      |
| 1997 | Segítség, elraboltam magam!                 | Excess Baggage                                | Emily Hope                | Ábel Anita        |
| 1999 | Csapás a múltból                            | Blast from the Past                           | Eve Rustikoff             | Kéri Kitty        |
| 2000 | Lóvátett lovagok                            | Love's Labour's Lost                          | francia királylány        | Németh Borbála    |
| 2002 | Rockkastély                                 | Global Heresy                                 | Natalie "Nat" Bevin       | Zakariás Éva      |
| 2003 | Született bankrablók                        | Scorched                                      | Sheila Rio                | Mezei Kitty       |
| 2004 | Scooby-Doo 2. – Szörnyek póráz nélkül       | Scooby-Doo 2: Monsters Unleashed              | Heather Jasper Howe       | Orosz Helga       |
| 2005 | Szép még lehetsz                            | Beauty Shop                                   | Lynn                      | Dögei Éva         |
| 2005 |                                             | Silence Becomes You                           | Violet                    |                   |
| 2006 | 001 – Az első bevetés                       | Stormbreaker                                  | Jack Starbright           |                   |
| 2008 | Trópusi vihar                               | Tropic Thunder                                | önmaga                    |                   |
| 2011 | Rokonlelkek                                 | The Art of Getting By                         | Ms. Herman                |                   |
| 2011 | Vaj                                         | Butter                                        | Jill Emmet                |                   |
| 2012 | Szívós csajok                               | Vamps                                         | Goody Rutherford          | Zsigmond Tamara   |
| 2012 | Szívós csajok                               | Vamps                                         | Goody Rutherford          | Zakariás Éva      |
| 2013 | Bambanők akcióban                           | Ass Backwards                                 | Laurel Kelly              |                   |
| 2013 |                                             | Gods Behaving Badly                           | Kate                      |                   |
| 2014 | Csillagkutyák 2. – Kaland a Holdon          | Space Dogs: Adventure to the Moon             | Belka (hangja)            |                   |
| 2014 |                                             | Angels in Stardust                            | Tammy Russell             |                   |
| 2014 |                                             | Jungle Shuffle                                | Sacha (hangja)            |                   |
| 2015 |                                             | The Nutcracker Sweet                          | Marie Silberhaus (hangja) |                   |
| 2016 |                                             | King Cobra                                    | Janette Lockhart          |                   |
| 2016 |                                             | Catfight                                      | Lisa                      |                   |
| 2016 |                                             | Who Gets the Dog?                             | Olive Greene              |                   |
| 2017 | A nagy kiruccanás                           | Diary of a Wimpy Kid: The Long Haul           | Susan Heffley             | Szávai Viktória   |
| 2017 | Egy szent szarvas meggyilkolása             | The Killing of a Sacred Deer                  | Mrs. Lang                 | Bozó Andrea       |
| 2017 | Otthonom Palos Verdes                       | The Tribes of Palos Verdes                    | Ava                       |                   |
| 2018 | Könyvklub – avagy az alkony ötven árnyalata | Book Club                                     | Jill                      | Ruttkay Laura     |
| 2019 | Téli menedék                                | The Lodge                                     | Laura Hall                | Nemes Takách Kata |
| 2019 |                                             | In The Time It Takes To Get There (rövidfilm) | Eliza                     |                   |
| 2020 |                                             | Bad Therapy                                   | Susan Howard              |                   |
| 2020 |                                             | Valley Girl                                   | idősebb Julie Richman     |                   |
| 2020 |                                             | Sister of the Groom                           | Audrey                    |                   |
| 2022 | Sikoly                                      | Scream                                        | Tatum Riley               | nem szólal meg    |
| 2022 |                                             | Last Survivors                                | Henrietta                 |                   |
| 2022 |                                             | The Requin                                    | Jaelyn                    |                   |
| 2022 | A végzős év                                 | Senior Year                                   | Deanna Russo              | Roatis Andrea     |
| 2023 |                                             | Perpetrator                                   | Hildie                    |                   |
| 2023 |                                             | Mustache                                      | Miss Martin               |                   |
| 2023 | Hidegvér                                    | Reptile                                       | Judy Nichols              | Balogh Anna       |

### Televízió
| Év        | Magyar cím                    | Eredeti cím                               | Szerep                           | Megjegyzések                                           |
| --------- | ----------------------------- | ----------------------------------------- | -------------------------------- | ------------------------------------------------------ |
| 1992      |                               | The Wonder Years                          | Jessica Thomas                   | 1 epizód                                               |
| 1993      |                               | Torch Song                                | Delphine                         | tévéfilm                                               |
| 1993      | Tétova álmok                  | Scattered Dreams                          | Phyllis Messenger                | tévéfilm                                               |
| 1994      |                               | Cool and the Crazy                        | Roslyn                           | tévéfilm                                               |
| 1994      |                               | Rebel Highway                             | Roslyn                           | 1 epizód                                               |
| 2001–2003 | Sharon naplója                | Braceface                                 | Sharon Spitz (hangja)            | - főszereplő (54 epizód) - vezető producer (26 epizód) |
| 2003      |                               | Miss Match                                | Kate Fox                         | főszereplő (18 epizód)                                 |
| 2005      |                               | Queen B                                   | Beatrice "Bea"                   | - eladatlan próbaepizód - vezető koproducer            |
| 2006      | Gyertyák a Bay Streeten       | Candles on Bay Street                     | Dee Dee Michaud                  | tévéfilm                                               |
| 2006      |                               | Pink Collar                               | Hayden Flynn                     | eladatlan próbaepizód                                  |
| 2007      |                               | The Singles Table                         | Georgia                          | 5 epizód                                               |
| 2008      |                               | The Bad Mother's Handbook#American remake | Karen                            | eladatlan próbaepizód                                  |
| 2011      |                               | Childrens Hospital                        | Kelly                            | 1 epizód                                               |
| 2012      | Kertvárosba száműzve          | Suburgatory                               | Eden                             | 4 epizód                                               |
| 2013      |                               | HR                                        | Ellen                            | eladatlan próbaepizód                                  |
| 2015      |                               | Making a Scene with James Franco          | Charlotte / Marcy D'Arcy / Janet | 3 epizód                                               |
| 2017      | Jeff és az űrlények           | Jeff & Some Aliens                        | Alison (hangja)                  | 3 epizód                                               |
| 2018      |                               | American Woman                            | Bonnie Nolan                     | főszereplő (11 epizód)                                 |
| 2018      | Playback párbaj               | Lip Sync Battle                           | önmaga                           | 1 epizód                                               |
| 2019      |                               | Bajillion Dollar Propertie$               | Annabelle Shelly                 | 1 epizód                                               |
| 2020      | Bébicsőszök klubja            | The Baby-Sitters Club                     | Elizabeth Thomas-Brewer          | főszereplő (6 epizód)                                  |
| 2020      |                               | Eat Sh*t Kenny Daniels                    | Katy Perry                       | podcast (8 epizód)                                     |
| 2021      | A világ ura: Kinyilatkoztatás | Masters of the Universe: Revelation       | Marlena királynő (hangja)        |                                                        |

## Fordítás
- Ez a szócikk részben vagy egészben  az   Alicia Silverstone című angol Wikipédia-szócikk fordításán alapul.  Az eredeti cikk szerkesztőit annak laptörténete sorolja fel. Ez a jelzés csupán a megfogalmazás eredetét és a szerzői jogokat jelzi, nem szolgál a cikkben szereplő információk forrásmegjelöléseként.